# Rafle du 5 novembre 1942
La rafle du 5 novembre 1942 concerne 1 060 Juifs de nationalité grecque à Paris et en zone occupée,. Ils sont déportés par le convoi No. 44, en date du 9 novembre 1942 de Drancy vers Auschwitz.

## La Rafle
Selon Serge Klarsfeld (2012) : "Le 6 octobre 1942, Knochen a donné l'ordre aux Kommandos de la SIPO-SD en province de zone occupée d'arrêter les Juifs appartenant aux catégories déportables. [...] Röthke dispose de plus de 2 500 Juifs déportables. Röthke, prudent en raison des 211 Juifs du convoi 39, demande à Knochen son accord pour mettre en marche dans les dix premiers jours de novembre trois convois de 800 à 1 000 Juifs chacun. L'ambassade allemande ayant informé Röthke que les Juifs grecs devenaient déportables, il exige du préfet de Police que cette rafle ait lieu le 5 novembre."
Deux jours après le départ du convoi no 40, le convoi suivant est formé, le convoi no 42 (à la suite d'une erreur de comptabilité de la Gestapo, le numéro du convoi a le numéro 42 au lieu de 41).
À partir de 0 heure, le 5 novembre, la rafle des Juifs grecs débute. Il y a 1 060 arrestations sur 1 416 fiches de Juifs grecs. Ils sont déportés par le convoi no 44. Les Juifs grecs constituent la presque totalité de ce convoi, qui quitte Drancy le 9 novembre à 8h 55 avec 1 000 Juifs, dont 163 âgés de moins de 18 ans. Les hommes valides sont descendus à Kosel pour des travaux forcés dans les camps de Haute-Silésie".
Parmi les 80 enfants du 11e arrondissement de Paris, d'origine grecque victimes de la rafle du 5 novembre, se trouvent : Mathilde Azaria (9 ans), Marcelle-Marie Azaria (7 ans) et Simone Azaria (3 ans), Albert Gerassi (12 ans) et Maurice Gerasasi (13 mois), Jeannette Aboave (2 ans), Henriette Beja (2 ans), Maurice Benmoya (16 ans), Henri Benmoya (12 ans), Henriette Benmoya (8 ans) et Jacqueline Benmoya (3 ans), Myriam Mordoh (13 ans), Luna Mordoh (12 ans), Isaac Mordoh (10 ans), Lucie Mordoh (8 ans), Léon Mordoh (5 ans), Joseph Mordoh (4 ans), Rose Mordoh et Victorine Mordoh, jumelles de (2 ans), Sarah Morgenstein (2 ans), Samuel Scioel (5 ans), Liliane Scioel (3 ans) et Nicole Scioel (9 mois), Gabriel Torrez (4 ans),.